# 龍宮角
67°58′S 44°2′E / 67.967°S 44.033°E
龍宮角（英語：Cape Ryugu），是南極洲的海岬，位於毛德皇后地的奧拉夫王子海岸，處於拉庫達冰川東北面13公里，根據日本探險隊的測量和拍攝的空中照片繪入地圖，現時由南極條約體系管理。